# Erasmus+

Logo du programme

Erasmus+ est le programme de la Commission européenne pour l'éducation, la formation, la jeunesse et le sport pour la période 2021-2027, succédant aux précédents programmes d'éducation et de formation tout au long de la vie (2007-2013 et 2014-2020). En tant que programme intégré, Erasmus+ offre davantage de possibilités de mobilité pour les apprenants et le personnel et une coopération entre les secteurs de l'éducation, de la formation et de la jeunesse et est plus accessible que ses prédécesseurs, avec des règles de financement simplifiées et une structure visant à rationaliser l'administration du programme.

## Introduction
Le programme est ouvert aux étudiants, aux stagiaires, aux enseignants, aux conférenciers, aux jeunes, aux bénévoles, aux travailleurs de jeunesse et aux personnes qui travaillent dans le sport de masse. Environ les deux tiers du budget sont alloués à des possibilités d'apprentissage à l'étranger pour des particuliers, dans l'UE et au-delà. les autres soutiendront les partenariats entre les établissements d'enseignement, les organisations de jeunesse, les entreprises et les autorités locales et régionales, ainsi que les réformes visant à moderniser les systèmes d'éducation, de formation et de jeunesse,.

## Mission
Le programme Erasmus+ est un effecteur de la stratégie Europe 2020 en faveur de la croissance, de l'emploi, de l'équité sociale et de l'inclusion et aux objectifs du cadre stratégique «Éducation et formation 2020».
Erasmus+ se concentre à promouvoir le développement durable des pays partenaires dans le domaine de l’enseignement supérieur et à réaliser les objectifs définis de la stratégie de l'union européenne en faveur de la jeunesse.
Le programme met en évidence les objectifs suivants:
- Réduire le chômage, en particulier chez les jeunes;

- Promouvoir l'éducation des adultes, surtout dans le domaine des nouvelles compétences et des compétences demandées sur le marché du travail;

- Encourager les jeunes à participer à la vie démocratique en Europe;

- Soutenir l'innovation, la coopération et les réformes;

- Réduire le décrochage scolaire;

- Promouvoir la coopération et la mobilité avec les pays partenaires de l'union européenne.